# 빌 카

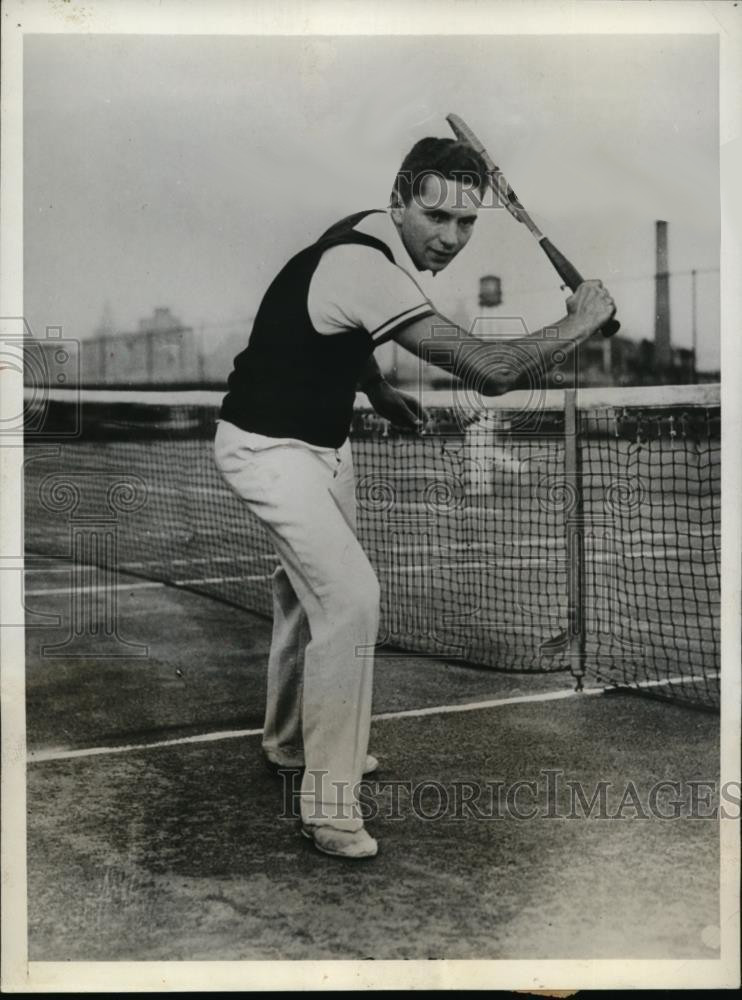

윌리엄 "빌" 아서 카(William "Bill" Arthur Carr, 1909년 10월 24일 ~ 1966년 1월 14일)는 미국의 육상 선수이자, 1932년 로스앤젤레스 올림픽 2관왕이다.
아칸소주 파인 블러프에서 태어나 머서스버그 아카데미와 펜실베이니아 대학교에서 수학하였다. 1904년 세인트루이스 올림픽 참가 선수 로슨 로버트슨의 코치를 받은 카의 가장 좋아하는 종목들은 440 야드(400m), 880 야드와 멀리뛰기였으나, 1932년까지 주요 대회를 우승하지 않았다.
그해에 열린 대학 아마추어 육상 선수권 대회에서 440 야드의 세계 기록 보유자 벤 이스트먼을 꺾어 거대한 당황을 일으켰다. 몇 주 후에 열린 올림픽 선발 시합에서 이 결과를 되풀이하였다.
로스앤젤레스 올림픽에서 400m 우승 후보로 보이던 카는 예선들을 통과하며, 결승전에서는 이스트먼이 거의 선두로 달리다가, 100m가 남으면서 카는 이스트먼의 옆으로 따라잡아 재빨리 달리면서 46.2초의 세계 기록을 세워 우승하였다.
1600m 릴레이에도 나간 카는 세계 신기록 3분 08.2초를 세워 쉽게 우승하였다.
1933년 3월 17일 자동차 사고와 연루되어 그의 육상 경력이 단절되고 말았다. 발목과 골반이 부러진 그는 다시는 출전하지 않았다.
56세의 나이로 일본 도쿄에서 사망하였다.
2008년에는 국립 육상 명예의 전당에 헌액되었다.